# Nadine Beiler
 (décembre 2019).
Si vous disposez d'ouvrages ou d'articles de référence ou si vous connaissez des sites web de qualité traitant du thème abordé ici, merci de compléter l'article en donnant les références utiles à sa vérifiabilité et en les liant à la section « Notes et références ».
Nadine Beiler, née le 27 mai 1990, est une chanteuse autrichienne qui, en 2007 a gagné la troisième de l'émission autrichienne Starmania, l'équivalent autrichien d'American Idol. Elle a sorti son premier single le 16 février 2007. Actuellement, Nadine Beiler fréquente une université dans le Tyrol, où elle vit avec ses parents et sa sœur à Inzing. 

## Biographie
Nadine Beiler grandit à Inzing, un village du Tyrol, un des états occidentaux de l'Autriche. Ses parents travaillent tous les deux dans le secteur de santé, son père en tant que médecin et sa mère en tant que masseuse.

### Starmania
En été de 2006, Beiler participe aux premiers tours des sélections pour l'émission autrichienne de télévision Starmania. Elle passe les deux premiers tours. Durant le troisième tour avant la finale, elle gagne un billet pour le show principal. À seize ans, elle est la plus jeune des qualifiés pour la finale de Starmania.  Lors de son passage dans l'émission, elle chante Hurt (Christina Aguilera), Aber bitte mit Sahne (Udo Jürgens), Where You Lead (Carole King), Over the Rainbow (J. Garland), We've Got Tonight, Verzaubert (Papermoon), You Had Me (Joss Stone), My Number One (H. Paparizou), Fallin' (Alicia Keys), Reflection (Lea Salonga), Together Again (Janet Jackson), I'll Be There (Jackson 5), Dani California (Red Hot Chili Peppers) et Bridge Over Troubled Water (Simon and Garfunkel).
Le 26 janvier 2007, Beiler remporte la finale de l'émission.

### Eurovision
En 2011, elle représente l'Autriche au Concours Eurovision de la chanson avec la chanson The Secret Is Love, terminant 18e (5e au vote des jurys et 24e chez les télévoteurs) sur 25 pays participants.